# Tantieme
Tantiemen sind ergebnisabhängige Vergütungen, die meistens neben einer festen Vergütung an Vorstandsmitglieder einer AG, an Geschäftsführer oder leitende Angestellte gezahlt werden.
Als Tantiemen oder Royaltys werden auch die auflagenabhängigen Einkünfte von Buchautoren, Musikkomponisten und Designern (insbesondere Produkt-/Möbeldesignern sowie Schriftentwerfern) bezeichnet. Die Beteiligung von Autoren am Erlös der Aufführung ihrer Werke wird ebenfalls Tantieme genannt.
Der Begriff leitet sich von französisch tantième „der so vielte Teil“ ab (zu lat. tantus „so groß, so viel“).

## Abgrenzung
Im Unterschied zur Provision oder zum Honorar orientiert sich die Tantieme nicht an einem einzelnen Geschäftsabschluss, sondern am Ergebnis des gesamten Unternehmens oder eines Unternehmensteils bzw. einer Abteilung. Auch Auszahlungen durch die GEMA und die VG Wort an die bei ihr angemeldeten Künstler und Komponisten bzw. Schriftsteller, Autoren und Journalisten fallen unter den Begriff Tantieme.

## Regelung
Die Höhe der Tantieme und die Berechnungsgrundlage richten sich nach den getroffenen vertraglichen Vereinbarungen. Richtet sich die Beteiligung nach dem Gewinn, ist der jährliche Reingewinn als Berechnungsgrundlage heranzuziehen, wobei auf die vom Unternehmen aufgestellte Handelsbilanz und nicht auf die hiervon abweichende Steuerbilanz abzustellen ist. Ist ein Arbeitnehmer während des gesamten Geschäftsjahres arbeitsunfähig krank und kann er keine Entgeltfortzahlung beanspruchen, erlischt der Anspruch auf die Tantieme.
Die Fälligkeit der Tantieme richtet sich nach den getroffenen vertraglichen Vereinbarungen, wobei als Zeitpunkt meist die Fertigstellung der Bilanz vereinbart wird bzw. ein Zeitpunkt, zu dem die Bilanz hätte festgestellt werden können. Tritt ein Mitarbeiter während eines Kalenderjahres ein oder aus, hat er lediglich einen zeitanteiligen Anspruch nach Maßgabe des Jahresergebnisses. Zur Überprüfung der Richtigkeit der mitgeteilten Jahresergebnisse hat der Arbeitnehmer einen Abrechnungs- und Auskunftsanspruch gegen seinen Arbeitgeber.

## Steuerliche Behandlung
Tantiemen sind abziehbare Aufwendungen nach § 9 Nr. 1 KStG und werden bei Zahlung an den persönlich haftenden Gesellschafter einer KGaA der Gewerbesteuer nach § 8 Nr. 4 GewStG hinzugerechnet.
Beim Arbeitnehmer werden Tantiemen steuerlich zu den Einkünften aus nichtselbstständiger Arbeit gerechnet. Werden Umsatztantiemen an einen geschäftsführenden Gesellschafter gezahlt, kann dies zur verdeckten Gewinnausschüttung führen. Sofern eine verdeckte Gewinnausschüttung vorliegt, sind die Einkünfte des Geschäftsführers als Einkünfte aus Kapitalvermögen zu qualifizieren. Um die damit beabsichtigte missbräuchliche Verkürzung der Körperschaftsteuer zu verhindern, prüft das Finanzamt sehr kritisch, ob diese Tantieme auch einem Geschäftsführer, der nicht an der GmbH beteiligt ist, gezahlt worden wäre. Dazu sind die Grundsätze bei der Anerkennung von Tantiemezusagen des Bundesministerium der Finanzen zu beachten.